# Anton Pogue
Anton Pogue (Sunnyvale, 26 de junio de 1968) es un deportista estadounidense que compitió en snowboard, especialista en las pruebas de eslalon.
Ganó dos medallas de bronce en el Campeonato Mundial de Snowboard, en los años 1997 y 2001.

## Medallero internacional
| Campeonato Mundial | Campeonato Mundial            | Campeonato Mundial | Campeonato Mundial       |
| Año                | Lugar                         | Medalla            | Competición              |
| ------------------ | ----------------------------- | ------------------ | ------------------------ |
| 1997               | San Candido (Italia)          | Medalla de bronce  | Eslalon                  |
| 2001               | Madonna di Campiglio (Italia) | Medalla de bronce  | Eslalon gigante paralelo |